# Raconte et chante ses 4 fois 20 ans
Albums de Maurice Chevalier
À 80 berges
(1967) Enregistrement public. Théâtre des Champs-Élysées, 1er octobre 1968
(1969)
Maurice Chevalier raconte et chante ses 4 fois 20 ans est le dernier 33 tours studio de Maurice Chevalier, dans lequel ce dernier conte sa vie et sa carrière. Le tout est ponctué de quelques extraits musicaux, dont un de la toute première chanson (dans une version enregistrée spécialement pour l'album) qu'il a chantée sur scène en 1901 : V'là les croquants.

## Liste des extraits musicaux
1. La marche de Ménilmontant
2. V'là les croquants
3. Un p'tit air
4. Si vous n'aimez pas ça
5. Oh! Maurice
6. Dans la vie faut pas s'en faire
7. Valentine
8. Ma Louise
9. Paris, je t'aime d'amour
10. Prosper
11. Y'a d'la joie
12. Fleur de Paris
13. Pour les amants (c'est tous les jours dimanche)
14. Ma pomme
15. La marche de Ménilmontant